# Springvale, Quận Fond du Lac, Wisconsin
Springvale là một thị trấn thuộc quận Fond du Lac, tiểu bang Wisconsin, Hoa Kỳ. Năm 2010, dân số của thị trấn này là 702 người.